# István Auer
István Auer (n. 31 decembrie 1877, Bácsordas-d. 8 februarie 1938, Magyarürög) a fost un scriitor, poet și traducător maghiar.